# 즈베즈다라

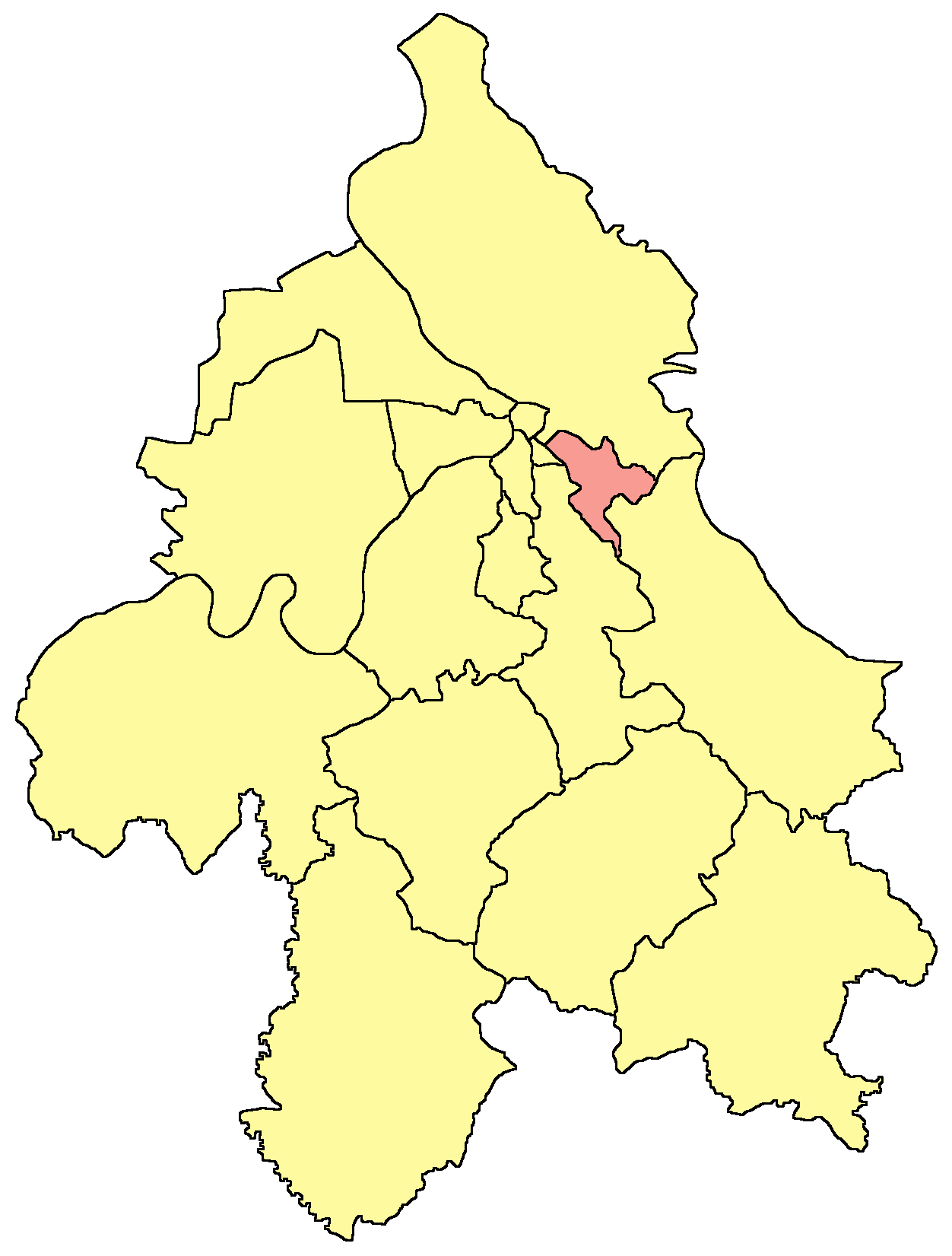
베오그라드 시 지도에 표시된 즈베즈다라의 위치

즈베즈다라(세르비아어: Звездара / Zvezdara)는 세르비아의 수도인 베오그라드를 구성하는 17개 지방 자치체 가운데 하나로 면적은 31km2, 인구는 151,808명(2011년 기준)이다. 베오그라드 동부에 위치하며 수많은 숲과 언덕에 둘러싸여 있다.

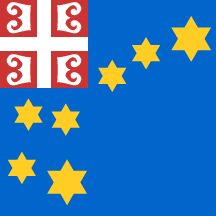
시기
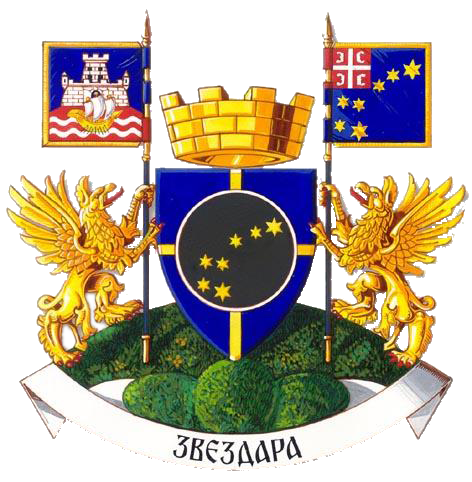
시 문장